# Военный институт Сил воздушной обороны имени Т. Я. Бегельдинова
Военный институт Сил воздушной обороны имени дважды Героя Советского Союза Т. Я. Бегельдинова (каз. Кеңес Одағының екі мәрте Батыры Т.Ж. Бигелдинов атындағы Әуе қорғаныс күштерінің Әскери институты, ранее Актюбинское высшее лётное училище гражданской авиации (АВЛУГА), Актюбинское высшее военное авиационное училище (АВВАУ), Актюбинский военный институт Сил воздушной обороны (АВИ СВО) — открыто в 1974. Институт является единственным высшим военным учебным заведением в Центральной Азии, которое готовит авиационных специалистов для Вооружённых Сил государств — членов ОДКБ.

## История
Училище было создано согласно постановлению ЦК КПСС и Совета Министров СССР от 26 июня 1974 года «Об организации Актюбинского высшего лётного училища гражданской авиации» и приказу министра гражданской авиации Бориса Павловича Бугаева. Первый набор был осуществлён в сентябре 1975 года. Первые пилоты-инструкторы прибыли в лётное училище в апреле 1976 года. Для полётов использовался аэродром в районе села Хлебодаровка. Теорию курсантам преподавали профессор Эдуард Оскарович Брудный, кандидат технических наук Поляков Александр Олегович, молодые педагоги: В. Удод, О. Коженков, Косачевский, Н. Юша, А. Вяткин и другие. Первым начальником училища был Герой Социалистического Труда Михаил Ильич Митяшин, а его заместителем по науке, кандидат технических наук Борис Яковлевич Кудряшов. В 1977 году для полётов использовались аэродромы «Хлебодаровка» и «Нагорный». Лётная подготовка курсантов осуществлялась в Киргизии, Украине, Азербайджане, Туркмении, Узбекистане, Белоруссии, РСФСР. До 1996 года в Актюбинском высшем лётном училище гражданской авиации (АВЛУГА) обучались курсанты из Венгрии, Афганистана, и ряда африканских стран. Личный состав был представлен более 30-ю национальностями. Ежегодно приёмные комиссии училища работали в Москве, Киеве, Алма-Ате, Иркутске, Хабаровске, Свердловске и в самом Актюбинске. Учились курсанты четыре года и два месяца.
4 августа 1992 года Актюбинскому высшему лётному училищу гражданской авиации присвоено имя дважды Героя Советского Союза генерал-майора авиации Бегельдинова Талгата Якубековича.
В 1993 году институт окончил Мусабаев Талгат Амангельдиевич.
В 1994 был создан Военный факультет Военно-воздушных Сил при Актюбинском высшем лётном училище гражданской авиации.
4 июня 1996 год был преобразован в Актюбинское высшее военное авиационное училище имени дважды Героя Советского Союза Бегельдинова Талгата Якубековича.
22 августа 1998 года состоялся первый выпуск офицеров, в котором принимал участие Н. А. Назарбаев.
10 июля 2003 года переименовано в Военный институт Сил воздушной обороны имени дважды Героя Советского Союза Т. Я. Бегельдинова.
В 2004 году сообщалось, что из 64 самолётов в ВИСВО не было ни одного годного к эксплуатации.
В 2009 году на территории института установили бюст дважды Герою Советского Союза Т. Я. Бегельдинову.

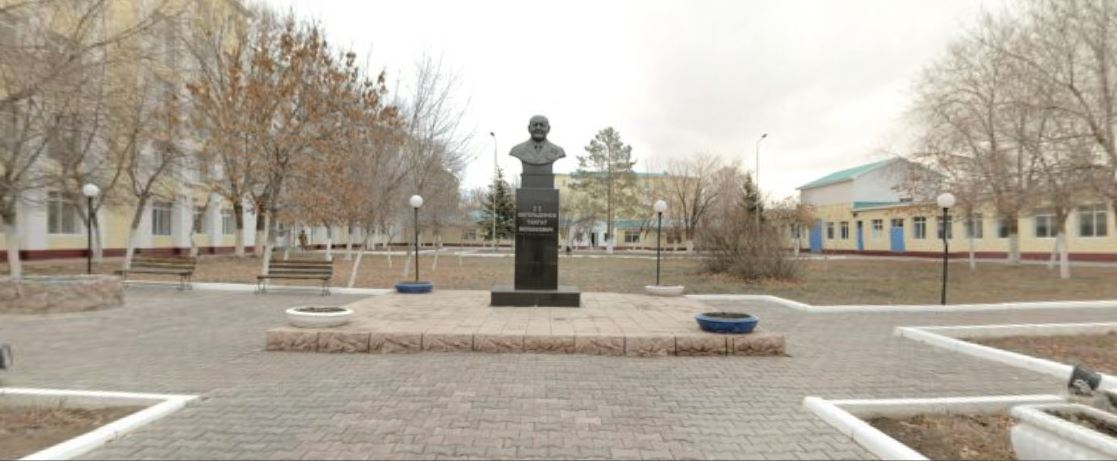
Бюст дважды Героя Советского Союза Т. Бигельдинова на территории института

С 2012 года производится обучение по специальности эксплуатация транспортных самолётов.
В 2013 году институт выпустил 167 лейтенантов.
С 2014 года церемония вручения дипломов осуществляется в парке культуры и отдыха имени Первого Президента Республики Казахстан.
26 сентября 2015 года состоялось мероприятие посвящённое 40-летию института.
В апреле 2016 года присвоено звание почётного профессора Военного института Сил воздушной обороны лётчику-космонавту Аимбетову, Айдыну Акановичу.
С 2016 года в институте осуществляется подготовка военных медиков, где изучаются военные дисциплины. В Западно-Казахстанском государственном медицинском университете имени Марата Оспанова, курсанты изучают медицинские дисциплины. Срок обучения специалистов по данной специальности составляет 5 лет.
В 2020 году был сформирована учебная группа курсантов проходящая обучение полностью на казахском языке.
В сентябре 2022 года был подписан меморандум о сотрудничестве с Академией гражданской авиации Алма-Аты.
За годы своего существования институт подготовил и выпустил более 5 тысяч специалистов, которые проходят военную службу в рядах Вооруженных Сил Республики Казахстан, авиационных частях пограничных войск Комитета национальной безопасности, специальных подразделениях Министерства внутренних дел и Министерства по чрезвычайным ситуациям, различных авиационных компаниях Казахстана (Air Astana, SCAT, агентстве Қазақстан ғарыш сапары), стран СНГ и дальнего зарубежья.

Военный институт Сил воздушной обороны в Актобе
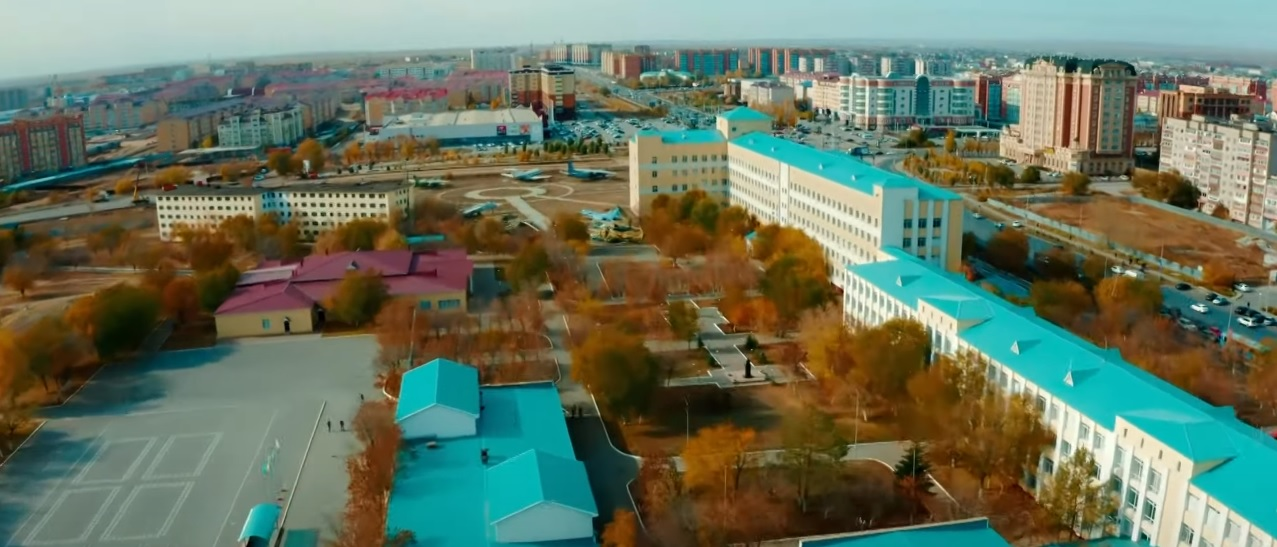
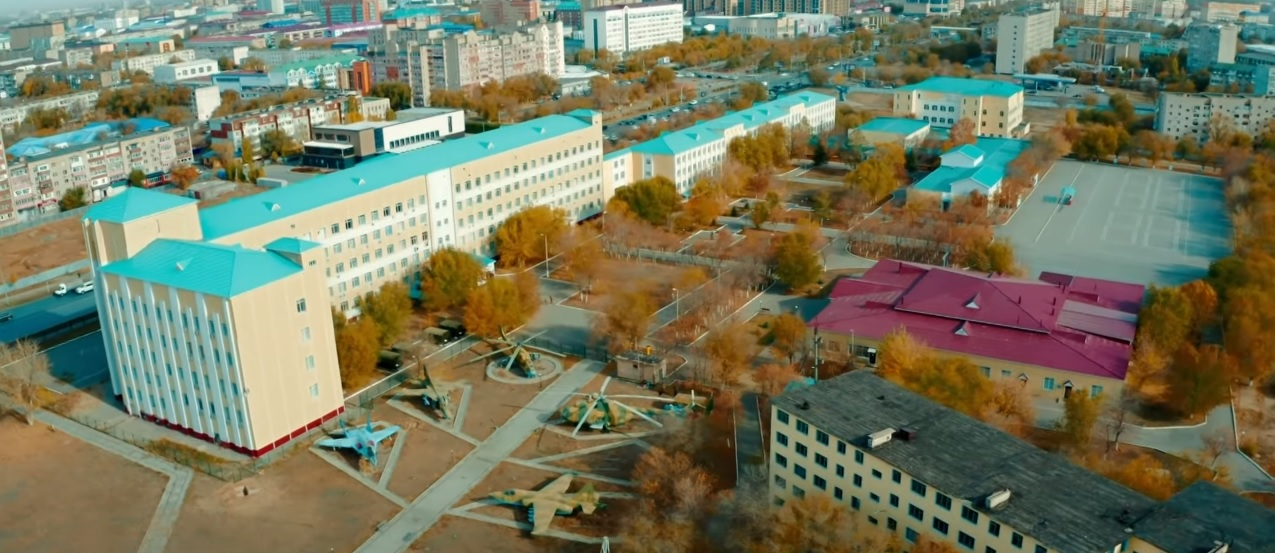

## Структура и специальности
Поступление в институт осуществляется по итогам ЕНТ, КТА, медицинской комиссии, уровню физической подготовки. В течение всего периода учёбы курсанты находятся на полном государственном обеспечении, получают денежное довольствие около 10 000 тенге в месяц, выдаётся обмундирование, обеспечиваются трёхразовым питанием и бесплатным медицинским обслуживанием. Им также предоставляется ежегодный оплачиваемый отпуск 30 календарных дней с бесплатным проездом к месту проведения и обратно. По окончании института выпускникам выдаётся диплом государственного образца и присваивается первичное офицерское звание «Лейтенант».
Институт ведёт подготовку по следующим специальностям:
- 5А101029 — эксплуатация воздушных судов (самолётов), лётчик-инженер;
- 5А101030 — эксплуатация воздушных судов (вертолётов), лётчик-инженер;
- 5А101031 — эксплуатация воздушных судов (транспортных самолётов), лётчик-инженер;
- 5А101032 — навигация воздушных судов (штурман-инженер);
- 5А101033 — управление полётами авиации (инженер по управлению воздушным движением);
- 5А101034 — техническая эксплуатация воздушных судов и двигателей (инженер-механик);
- 5А101035 — интегрированные системы воздушных судов (инженер-электромеханик);
- 5А101036 — техническая эксплуатация авиационного оборудования (инженер-электрик);
- 5А101037 — техническая эксплуатация авиационного радиоэлектронного оборудования (радиоинженер);
- военная медицина (военный врач: врач общей практики, хирург, терапевт).

В структуре института имеется 15 кафедр, на которых осуществляется подготовка по перечисленным специальностям. Структура профессорско-преподавательского состава составляет около сотни педагогов, в том числе кандидаты и доктора наук, преподаватели в звании полковник и подполковник. Многие преподаватели сами являются выпускниками этого института. Курсанты проходят стажировку в Талдыкоргане и Шымкенте, Караганде, Балхаше.

## Научная работа института
Основными направлениями научной работы являются:
- международное научное сотрудничество;
- организация и участие в научных конференциях, публикация научных работ и статей;
- диссертационные исследования;
- изобретательская деятельность;
- вовлечение в научную работу курсантов института;
- разработка учебников и методических материалов;
- выполнение тематических научно-исследовательских работ;
- рецензия и редакция научно-исследовательских работ, диссертаций, учебников.

Основными задачами в научной деятельности института являются:
- исследование научных проблем обучения и воспитания курсантов;
- повышение уровня научной подготовки преподавательского состава;
- научное обоснование проектов учебных планов и программ, государственных стандартов на образовательную деятельность;
- исследование способов более эффективного использования авиационной техники, её эксплуатации, эффективного обслуживания и ремонта;
- исследование исторического опыта и военно-теоретического наследия в области укрепления обороноспособности страны, военной педагогики, психологии, политологии и идеологических проблем в военной сфере;
- подготовка заявок на патенты и изобретения, рационализаторские предложения;
- привлечение наиболее подготовленных курсантов к проведению научных исследований в военно-научных кружках.

Основная деятельность института в научной работе связана с выполнением профессорско-преподавательским составом тематических научно-исследовательских работ, научных публикаций, руководство подготовкой докладов курсантов института на научных конференциях. Для осуществления учебного процесса и научной работы в институте имеются научная, учебная, художественная библиотека.
С 2020 года издаётся ежеквартально научный журнал института «Вестник военного института Сил воздушной обороны». На территории института проводится Международная научная конференция «Актуальные проблемы современной науки», посвящённая 75-летию Победы в Великой Отечественной войне. В апреле 2021 был продемонстрирован новый тренажёрный комплекс «Виртуальный аэродром» собственного производства, который был разработан курсантами и профессорско-преподавательским составом института.

## Материально-техническая база
Первоначальное лётное обучение осуществлялось на пилотажном учебном самолёте ЯК-18Т (с мая 1975), выпускным самолётом был реактивный Як-40 (с 1979 года), позже начал осваиваться АН-28. Курсанты проходят лётную подготовку на самолётах и вертолётах: C-295, EC145, L-39, Tecnam P2006T, P2002 JF «Sierra», FK-14 B2 «Polaris». На вооружении института имеется учебно-тренировочная техника: самолёты: Ан-2, Ан-26, ZLIN Z 242 L, вертолёты Ми-8МТ, Су-27. Производится обучение парашютным прыжкам с Д-1-5у и стрельба из помпового ружья ФОРТ-500М-1.
В 2020 открыта межкафедральная лаборатория, состоящая из четырёх универсальных лабораторий (кислородной, электронной автоматики, электрооборудования, технической диагностики). Институту принадлежат учебные аэродромы «Хлебодаровка» со стрелковым тиром,военный аэродром «Актобе».

## Начальники института
- Герой Социалистического труда, Михаил Ильич Митяшин (с сентября 1974)
- профессор, Исмаилов Марат Базаралиевич
- генерал-майор авиации, Нургалиев Туррар Сапаргалиевич (1996 — октябрь 2001)[37]
- полковник, Казамбаев Мухамедкали Кабылбекович (октябрь 2001 — апрель 2007)[38]
- полковник, Альмухамбетов Уразбек Хамитович
- полковник, Мусин Нариман Жапарович (до мая 2014)
- полковник, Ботин Марат Торгаевич (май 2014 — май 2016)
- полковник, Кажмуратов Мурат Богдатович (июнь 2016 — декабрь 2018)
- полковник, Ибраев Алим Абуталипович (декабрь 2018 — октябрь 2019)
- генерал-майор авиации, Даурен Косанов (октябрь 2019 — октябрь 2022)[39][40]
- полковник, Сыздыков Талгат Серикович (октябрь 2022 - по наст. время)[41]